# Мирослав (Марусин)
Мирослав Стефан Марусин (укр. Мирослав Стефан Марусин, пол. Mirosław Stefan Marusyn; 26 июня 1924, Княже, Золочевский повят, Тарнопольское воеводство, Польша — 21 сентября 2009, Рим, Италия) — архиепископ Украинской Грекокатолической Церкви, секретарь Конгрегации Восточных Церквей (1982—2001).

## Биография
Мирослав Марусин родился 26 июня 1924 года в селе Княже, неподалёку Золочева на Львовщине.
Философско-богословское студии начал во Львовской Богословской Академии, где учился с 1943 г. до 1944 г. Во время войны учился в Падерборне (ФРГ), а затем, с 1949 до 1951 г., в Папском Восточном Институте в Риме, получив степень доктора наук. Низкую, диаконскую и иерейскую хиротонию получил из рук архиепископа Ивана Бучко в 1948 г. в Германии. Тесно сотрудничал с владыкой Бучко, был апостольским визитатором украинских греко-католиков в Западной Европе, его личным секретарем, помогал ему, сопровождал во всех посещением украинских общин в мире.
27 июня 1974 года Папа Римский Павел VI назначил священника Мирослава Марусина апостольским визитатором украинских греко-католиков в Западной Европе, на место архиепископа Ивана Бучко, который подал отречение от этой должности по возрасту. Епископская хиротония состоялась 28 июля 1974 года в Риме. Главным святителем был архиепископ Иван Бучко, а сосвятителями — епископы Платон Корниляк, Владимир Маланчук, Августин Горняк и Йоаким Сегеде.
С 1977 до 1982 года владыка Марусин занимал должность заместителя председателя Папской комиссии по пересмотру Кодекса Восточного Канонического Права. По назначению Папы Иоанна Павла II, от 1982 до 2001 года Преосвященный Мирослав Марусин, приподнятый достоинства архиепископа, был секретарем Конгрегации Восточных Церквей.
Архиепископ Мирослав Марусин был автором многочисленных изданий и научных трудов богословского, исторического, литургического и библейского содержания. На протяжении длительного времени сотрудничал с Ватиканским радио. Папская Марийская академия, Орден Рыцарей Божьего Гроба, Научное общество имени Шевченко и другие учреждения удостоили владыку Мирослава Марусина почетными отличиями. Венский университет и Украинский свободный университет присвоили ему звание почетного доктора.
Архиепископ Мирослав Марусин умер 21 сентября 2009 года в Риме. Похоронен на кладбище «Прима Порта», в гробнице Конгрегации Восточных Церквей.